# Martin Faust
Martin Faust (* 27. Januar 1901 in Hemau; † 9. November 1923 in München) war ein deutscher Putschist. Er wurde bekannt als einer der 16 getöteten Putschteilnehmer des gescheiterten Hitler-Putsches, denen Adolf Hitler den ersten Band seines Buches Mein Kampf widmete.

## Leben und Wirken
Nach dem Schulbesuch trat Faust noch im Februar 1918 als Kriegsfreiwilliger in die Kaiserliche Marine ein. Er wurde auf der Freya ausgebildet und anschließend zur Großer Kurfürst versetzt. Nach der deutschen Kapitulation nahm Faust Ende 1918 an der Überführung der deutschen Flotte nach Scapa Flow teil, wo er von der Royal Navy interniert wurde. 1919 kehrte Faust nach Deutschland zurück und besuchte eine Handelshochschule. Anschließend arbeitete als Bankangestellter, zuletzt in München. Seit 1920 engagierte sich Faust im nationalistischen Wehrverband Reichsflagge. Nach dessen Spaltung schloss er sich dem von Ernst Röhm geführten Bund Reichskriegsflagge an, in dem er den Posten eines Zugführers erhielt und am 9. November 1923 an der zunächst erfolgreichen Besetzung des Gebäudes des ehemaligen Bayerischen Kriegsministeriums an der Ecke Schönfeldstraße teilnahm. 
Dieses Unternehmen war zunächst erfolgreich, als aber der Marsch auf die Feldherrnhalle von der Landespolizei aufgelöst wurde und der Putsch somit gescheitert war, gaben auch die Besetzer im Kriegsministeriumsgebäude auf. Bei der Übernahme des Gebäudes durch die Reichswehr wurden zwei Reichswehrangehörige durch zwei Gewehrschüsse aus dem Gebäude verwundet. Die Armeeeinheit erwiderte daraufhin das Feuer. Faust soll sofort getötet worden sein, und auch der Putschist Theodor Casella wurde tödlich verletzt, als er versuchte, Faust in Deckung zu ziehen. Die verbliebenen Putschisten, darunter Heinrich Himmler, Karl Osswald und Walther Lembert, bargen die beiden Männer und brachten sie  ins Krankenhaus Josephinum. Faust wurde bei seiner Ankunft für tot erklärt und Casella starb an seinen Verletzungen. Nach einer anderen Version – die möglicherweise Faust und Casella verwechselt – sei Faust in seine Wohnung gebracht worden und dort gestorben. Faust wurde auf einem Münchener Friedhof beigesetzt.
Hitler widmete Faust und 15 weiteren getöteten Putschteilnehmern 1925 den ersten Band seines Buches Mein Kampf und erwähnte sie namentlich im Vorwort. Nach der Machtergreifung der Nationalsozialisten 1933 wurde an der Feldherrnhalle in München eine Tafel mit den Namen dieser Personen angebracht, vor der eine Ehrenwache der SS postierte. Jeder Passant, der an dieser Tafel vorbeikam, war verpflichtet, diese mit dem Hitlergruß zu ehren (siehe dazu Drückebergergasse). 1935 wurden auf dem Königsplatz zwei „Ehrentempel“ als gemeinsame Grabanlage für diese Personengruppe errichtet. Im selben Jahr wurde Faust exhumiert, zusammen mit den übrigen Toten dorthin überführt und in einem bronzenen Sarkophag erneut beigesetzt. Bis 1945 wurden sie in den NS-Kult um die „Blutzeugen der Bewegung“ einbezogen.
Im NS-Staat wurden eine Reihe von Straßen nach Faust benannt: So die Martin-Faust-Straße in Bamberg (bis 1946, danach: Ferdinand-Tietz-Straße), Bayreuth, Breslau, Gelsenkirchen, Recklinghausen (1939–1945), Wuppertal (seit 1935; vorher Gerberstraße) und Leipzig.
In Fausts Geburtsstadt Hemau wurde am 11. November 1934 ein ihm gewidmetes Denkmal von Hans Schemm eingeweiht.
Im Innenhof des ehemaligen Bayerischen Kriegsministeriums wurde zur NS-Zeit ein Gedenkstein für Casella und Faust angebracht, der die Inschrift „Durch Euer Blut lebt Deutschland!“ trug. Unmittelbar vor den Novemberpogromen von 1938 fand am Vormittag des 9. Novembers an dieser Stelle eine Erinnerungsfeier zu Ehren von Faust und Casella statt, an der unter anderem Himmler und Adolf Hühnlein teilnahmen.